# Kristallen (Lunds kommunhus)

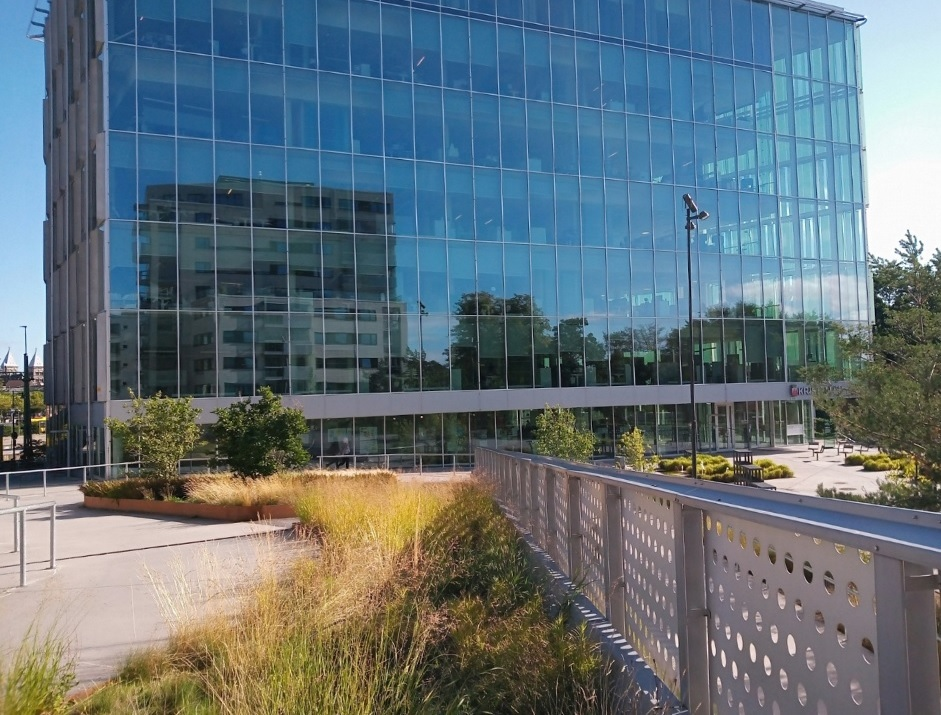
Lunds kommunhus Kristallen, foto taget från Gösta Adrian-Nilssons plats.

Kristallen invigdes som Lunds kommuns nya kommunhus 28 april 2014. Personal från fem förvaltningar spridda på 36 olika arbetsplatser runt om i Lund, sammanlagt mer än femhundra personer, kunde nu få en gemensam kontorsbyggnad i centrala Lund. Samtidigt blev byggnaden ett viktigt led i försöken att binda samman Lund väster om järnvägen med den äldre östra delen av staden.

## Historik
År 2008 togs initiativet till att bygga ett samlande kommunhus för Lunds kommunala förvaltningar. Byggnaden skulle ligga centralt i Lund, omedelbart väster om den järnväg, Södra stambanan, som fungerade som en oönskad barriär genom staden. Platsen låg i anslutning till ett område med småindustri, kontor och lagerlokaler, ett område som höll på att omvandlas till stenstad/kvartersstad med bostäder och kontor och som kommunen ville integrera med staden öster om järnvägen. Kommunhuset skulle vara en del av denna omvandling. Man ville få en funktionell kontorsbyggnad med estetiska kvaliteter och betonade också energifrågor och hållbarhet.
En arkitekttävling utlystes, en tävling som vanns av Christensen & Co arkitekter i Köpenhamn med förslaget ”Fjädern”. Arkitekterna beskrev byggnaden som "en fasettslipad kristall". Håkan Sandhagen var huvudansvarig arkitekt för projektet. 28 april 2014 invigdes Kristallen, som byggnaden nu kallades, och förvaltningarna kunde flytta in.
Totalkostnaden slutade på 352 miljoner kronor. Byggnaden nominerades till Kasper Salin-priset 2014 med motiveringen "Den släta glasfasaden mot entrétorget släpper igenom husets inre glöd och visar upp våningarnas svävande bjälklag". Priset gick dock till ett annat tävlingsbidrag.

## Fotogalleri

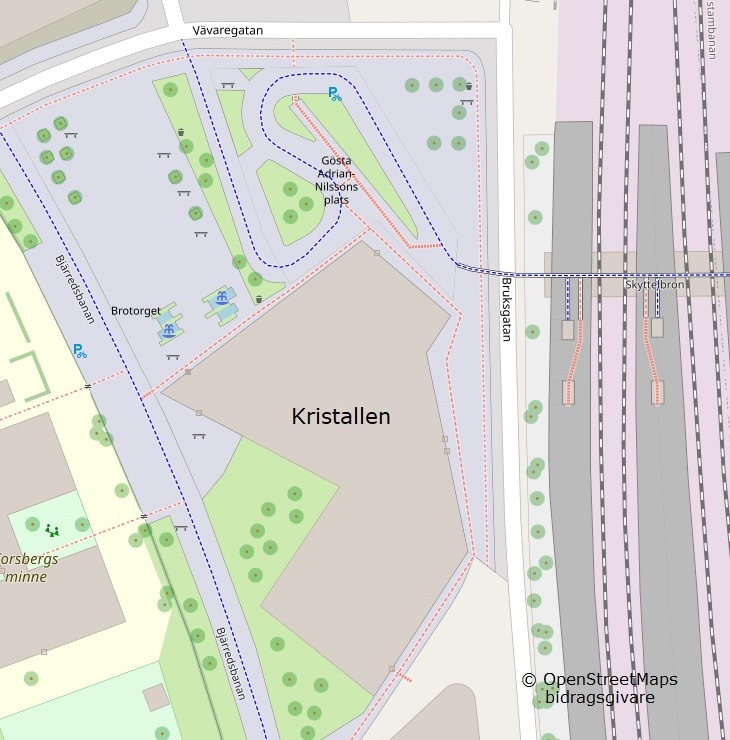
Kristallen. Norr om byggnaden syns Brotorget, Gösta Adrian-Nilssons plats samt Skyttelbron över järnvägen.
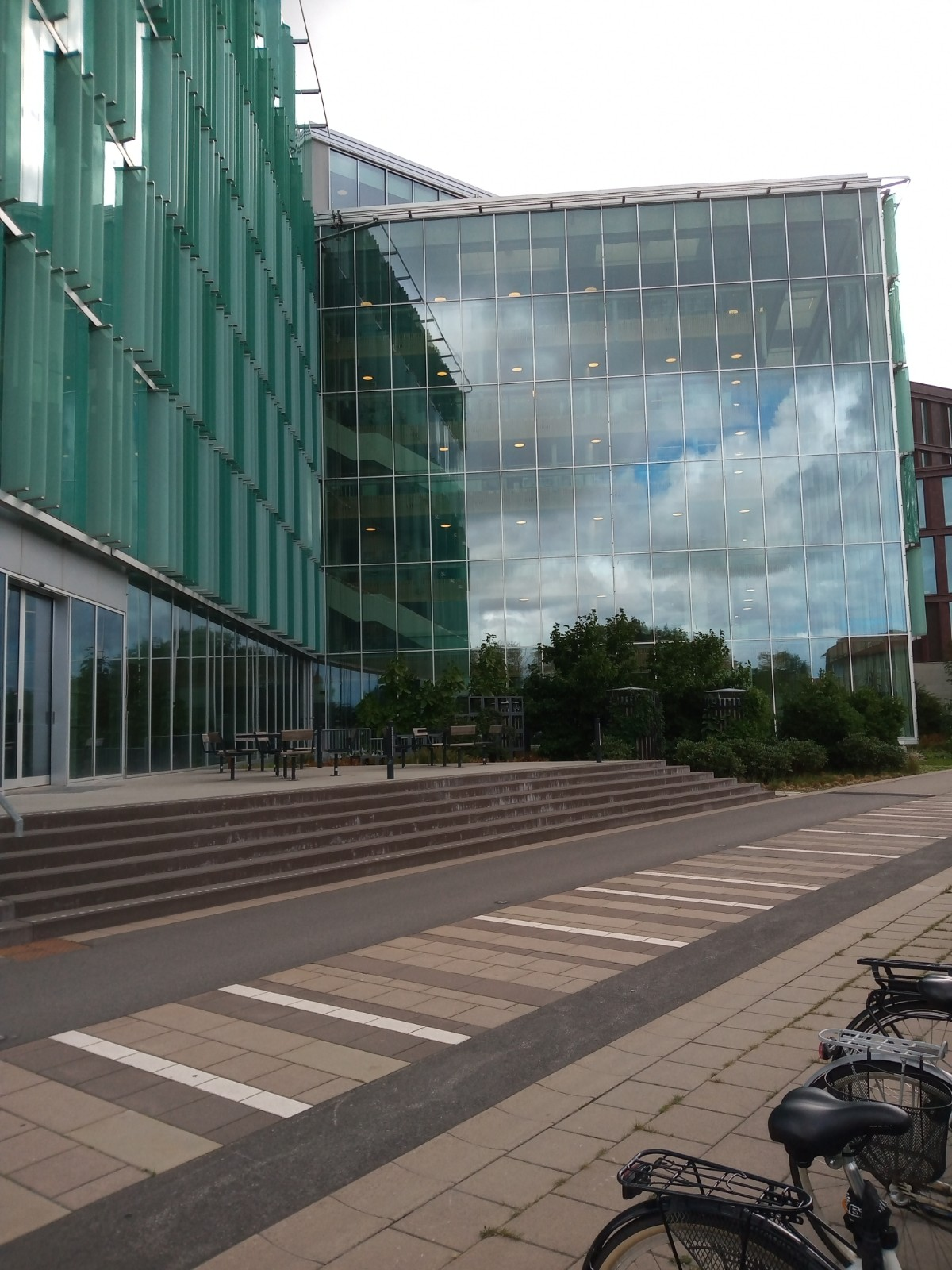
Fasad mot väster.
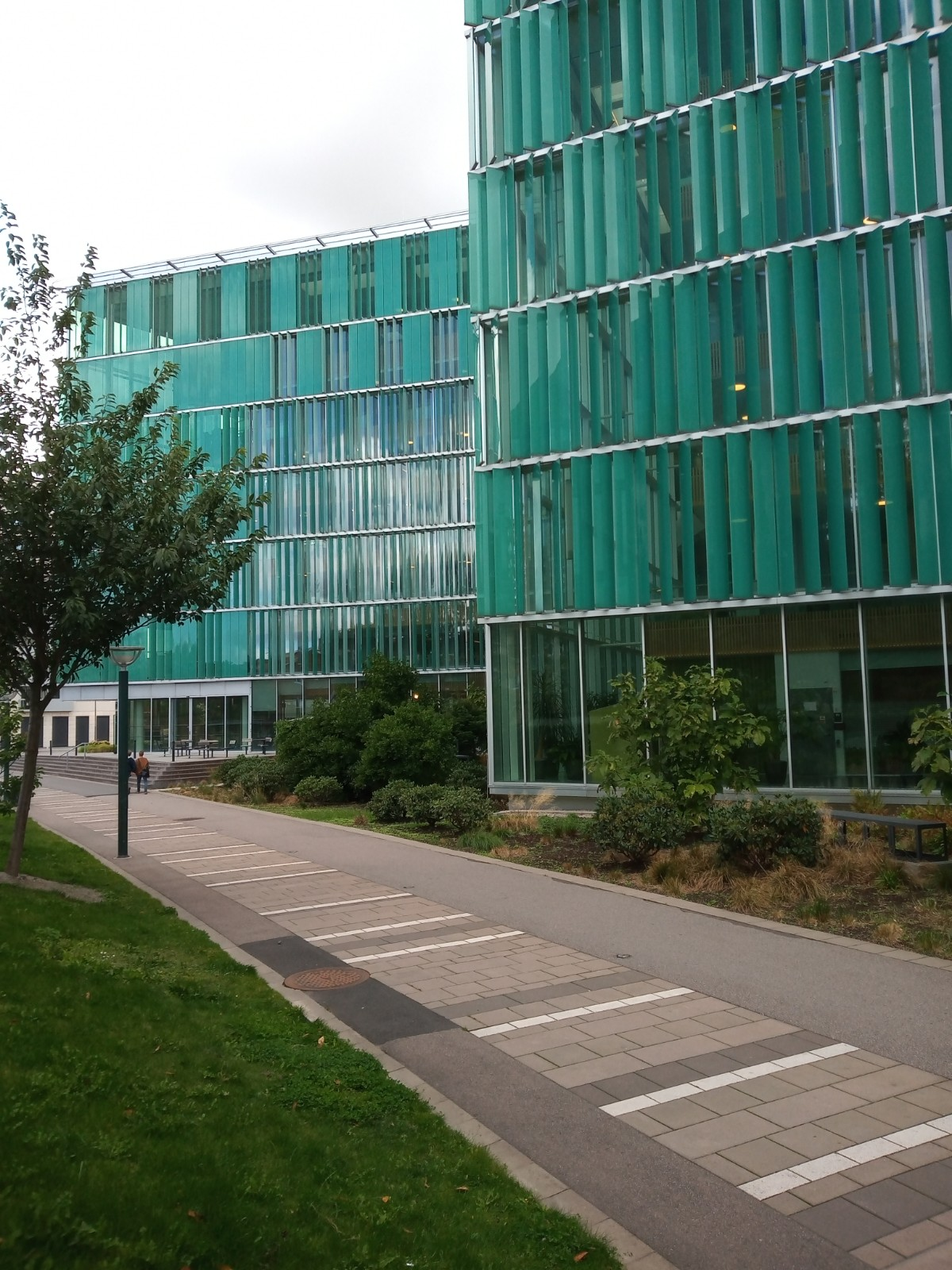
Fasad mot sydväst
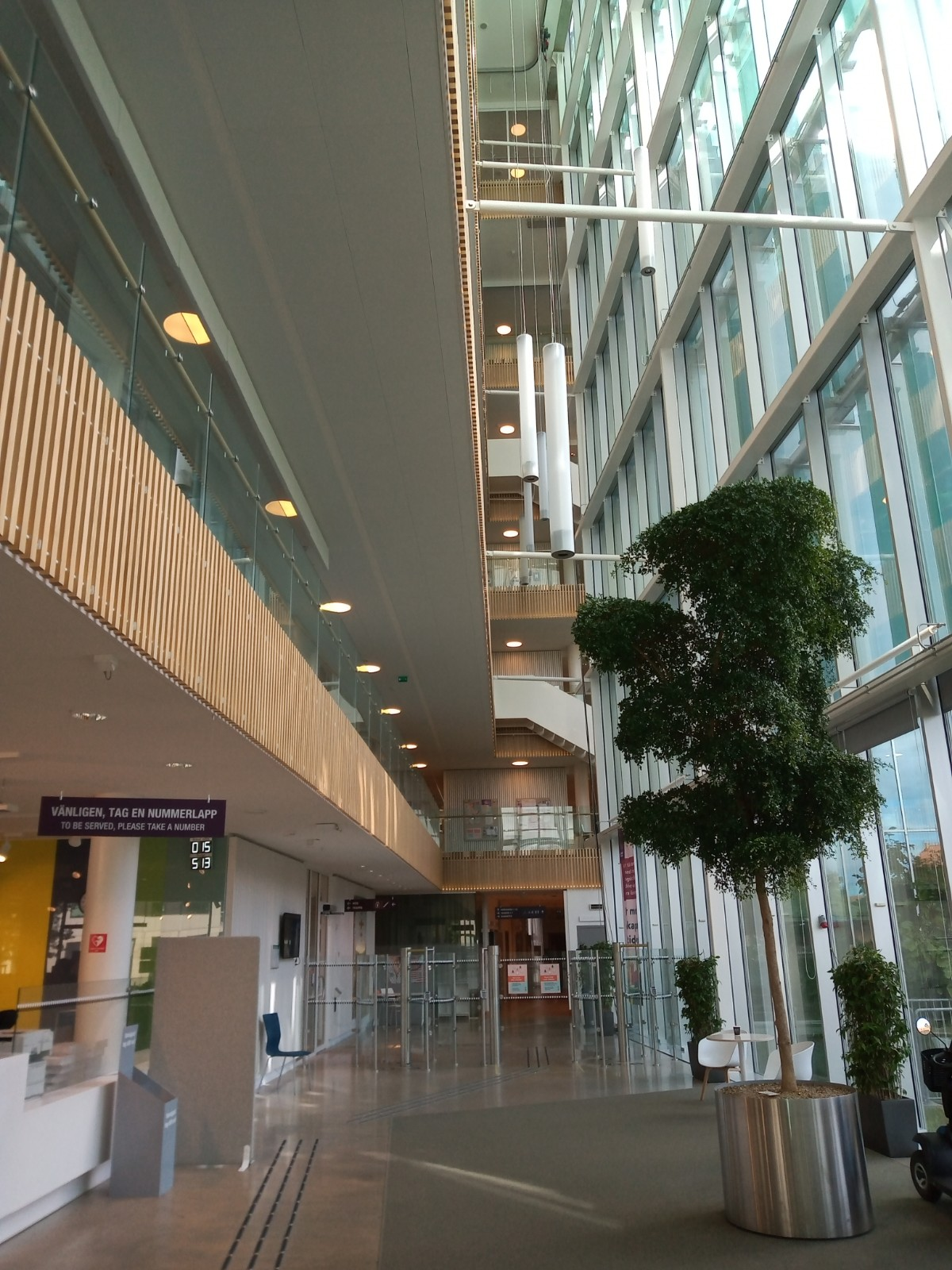
Entréplan med reception till vänster.
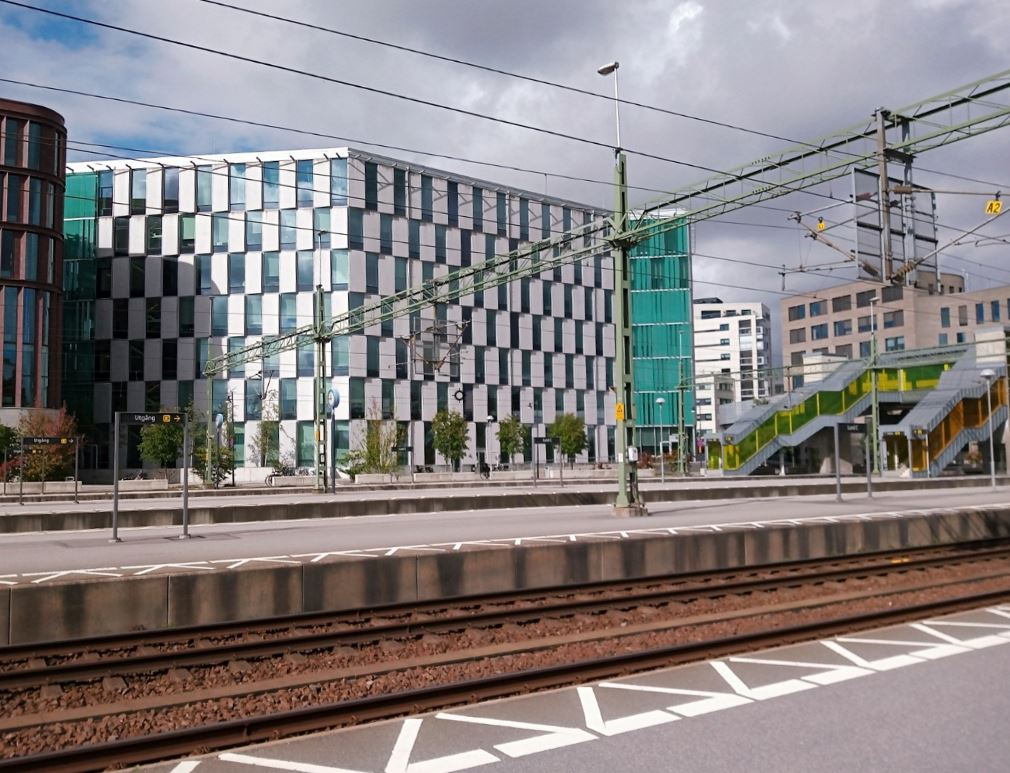
Kommunhuset Kristallen från öster, så som det oftast ses av Lundabor och tågresenärer.

## Byggnaden

### Arbetsplatsen
Kristallen är en byggnad med sju plan ovan mark. På bottenvåningen, plan 1, finns reception, större och mindre mötesrum och kontorsservice. Plan 2-6 inrymmer socialförvaltning, serviceförvaltning, stadsbyggnadskontor, tekniska förvaltningen och miljöförvaltning. Överst, plan 7, finns personalrestaurang med en stor takterrass och fler mötesrum. Under mark, plan 0, finns arkiv, förråd, omklädningsrum och garage. I huset finns totalt 55 mötesrum, varav 29 på plan 1.
Personalen, drygt femhundra personer, sitter i rum som vardera rymmer 4-9 medarbetare. På varje plan finns tysta rum och mindre mötesrum. Besökare till socialförvaltningen kan tas emot i ljudisolerade rum. (Efter inflyttningen märkte man att dessa samtalsrum inte uppfyllde kraven på sekretess. Ljudisoleringen förbättrades därför och glasväggarna ersattes av frostat glas.)

### Teknisk beskrivning
Kristallen har en bruttoyta på 13 728 m² fördelad på åtta plan varav ca 11 000 m² kontorsyta. Huskroppen är orienterad i nord-sydlig riktning med huvudentrén mot nordväst. (Tomas Lewan i tidskriften Arkitektur ser detta som en brist, eftersom byggnaden därmed vänder sig bort från stadscentrum och Centralstationen och inte fullt ut får det önskade sambandet med staden.) Genom att byggnaden är uppbruten i fasetter ger den ett mindre massivt intryck än den annars skulle ha gjort. Fasaderna växlar mellan glas och betong. De glasytor som vetter mot sydväst eller sydost är försedda med rörliga paneler som skärmar av solljuset. Stommen mot öster, alltså mot  järnvägen, är förstärkt för att minska buller och vibrationer.
Platsen framför entrén, Brotorget, är via en ramp förbunden med en gång- och cykelbro över järnvägen, Skyttelbron. I ett sent skede föreslogs att Brotorget i stället skulle få namn efter konstnären Gösta Adrian-Nilsson från Lund, men det blev bara själva rampkonstruktionen som fick namnet Gösta Adrian-Nilssons plats.
Man har satsat mycket på energieffektivitet. Bland andra åtgärder kan nämnas att värme och kyla hämtas ur marken genom 40 borrhål, att det på taket finns solpaneler och att byggnaden har ett spillvattensystem som återvinner värme. På taket finns singel och papptak som renar luften från kväveoxid. Sedumtak och ängsgräs på takterrassen kyler byggnaden varma dagar.

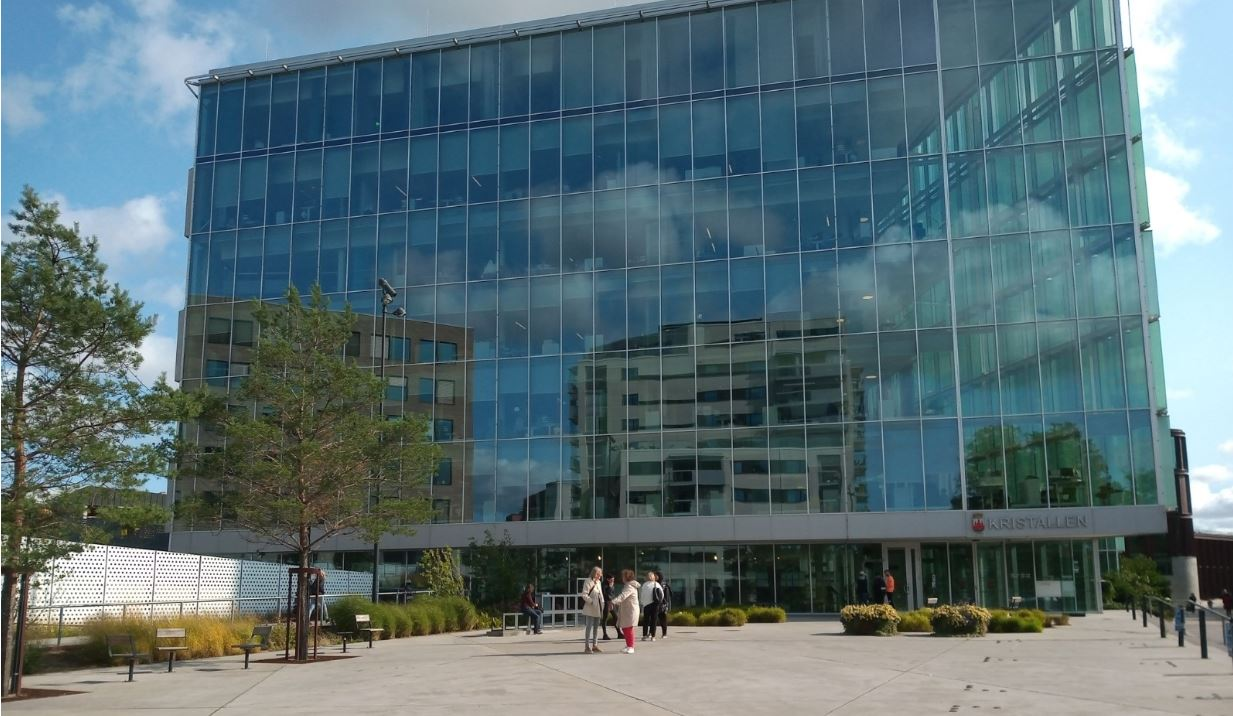
Kristallen sedd från Brotorget. I mitten kan man skymta en av Liam Gillicks "gråsvarta former i metall". En person har tagit den i besittning genom att sätta sig på den.

### Konstnärlig utsmyckning
Den brittiske konstnären Liam Gillick har skapat ett konstverk som börjar på Brotorget utanför Kristallen, sträcker sig in byggnaden och sedan ut igen. En serie gråsvarta former i metall på rät linje som kan fungera som bänkar eller avsatser. Gillick inspirerades av hur Lundaborna tar staden i besittning genom att sitta överallt, exempelvis på de låga murarna vid Centralstationen intill.
Det största konstverket i Kristallen är välkänt för många Lundabor. Det hängde tidigare i sparbankens lokal vid Mårtenstorget, Hilding Linnqvists sex meter breda gobeläng ”Sägen och legend” med motiv från Torna, Bara och Harjagers härader. Det skänktes till kommunen när banken lämnade lokalen och hänger sedan 2016 i Kristallens största mötesrum.